# Goree (Texas)
La ville de Goree est située dans le comté de Knox, dans l’État du Texas, aux États-Unis. Sa population s’élevait à 203 habitants lors du recensement de 2010, estimée à 208 habitants en 2016.

## Source
- (en) Cet article est partiellement ou en totalité issu de l’article de Wikipédia en anglais intitulé « Goree, Texas » (voir la liste des auteurs).